# 陳治
陳治（14世紀—15世紀），浙江寧波府定海縣人，明朝政治人物。

## 生平
陳治是學者陳端禮之弟，永樂六年（1408年）的舉人，九年（1411年）成進士，十一年（1413年）獲授行在廣東道監察御史，為人清介自持，執法公正，掌院者有事總找他判決，宣德元年（1426年）外調河南按察司僉事，正統二年（1437年）改任四川按察司副使，陞正四品俸，不久辭官回鄉。

## 引用
1. 1 2  民國《鎮海縣志·卷二十三·人物傳二》：陳治，端禮弟，自幼博覽強識，志操高潔，不屑凡近，登永樂九年進士，授監察御史，清介自守，執法不阿，長院者才之，事有難決必屬於治，治殫心訊鞫不辭勞勩，後陞河南按察使僉事 ○案乾隆志作四川按察副使，風節益勵，姦邪歛迹，不久挂冠歸里。 雍正府志○案乾隆志作入覲卒武昌 ，家徒四壁，立衣食無以自給，人服其介。 乾隆志
2. ↑  民國《鎮海縣志·卷十八·選舉表上》：（永樂）六年 戊子 （舉人） 陳治……九年 辛卯 （進士） 陳治 蕭時中榜，有傳
3. ↑  《明太宗文皇帝實錄·卷一百四十六》：（永樂十一年十二月）壬戌擢……涂克敏、張志文、鄺埜、彭眘、陳治、劉璉、周常、歐陽和為監察御史……
4. ↑  《明宣宗章皇帝實錄·卷十五》：（宣德元年三月壬寅）行在廣東道監察御史陳治、通政司知事顧謙、前北京道監察御史王恕俱為按察司僉事，治河南，謙江西，恕雲南……
5. ↑  《明英宗睿皇帝實錄·卷三十六》：（正統二年十一月）壬子調河南按察司僉事陳治於四川按察司，陞正四品俸，以九載任滿故也。